# جریان مستقبل
حزب مُستَقْبَل (به عربی: المستقبل) حزب سیاسی لبنانی به رهبری سعد حریری است که در سال ۲۰۰۷ تأسیس شد. مستقبل بزرگترین حزب در پارلمان لبنان است و ۲۶ کرسی از مجموع ۱۲۸ کرسی این مجلس را در اختیار دارد. مستقبل مثل بیشتر احزاب لبنانی رسماً سکولار است اما در عمل عمده طرفداران آن را مسلمانان سنی تشکیل می‌دهند. این حزب در طیف راست میانه قرار می‌گیرد و از حامیان اقتصاد بازار آزاد و لیبرالی است.
مستقبل بزرگترین حزب در ائتلاف ۱۴ مارس و مخالف سرسخت حزب‌الله لبنان است. آنها در سال ۲۰۱۱ به طور رسمی اعلام کردند که حزب‌الله تمام مشخصات سازمان‌های تروریستی را دارد و می‌کوشد لبنان را به سمت نظام اسلامی شیعی ایران سوق دهد.